# Борго Сан Роко (Тревизо)
Борго Сан Роко је насеље у Италији у округу Тревизо, региону Венето.
Према процени из 2011. у насељу је живело 67 становника. Насеље се налази на надморској висини од 8 м.